# Boom de los commodities

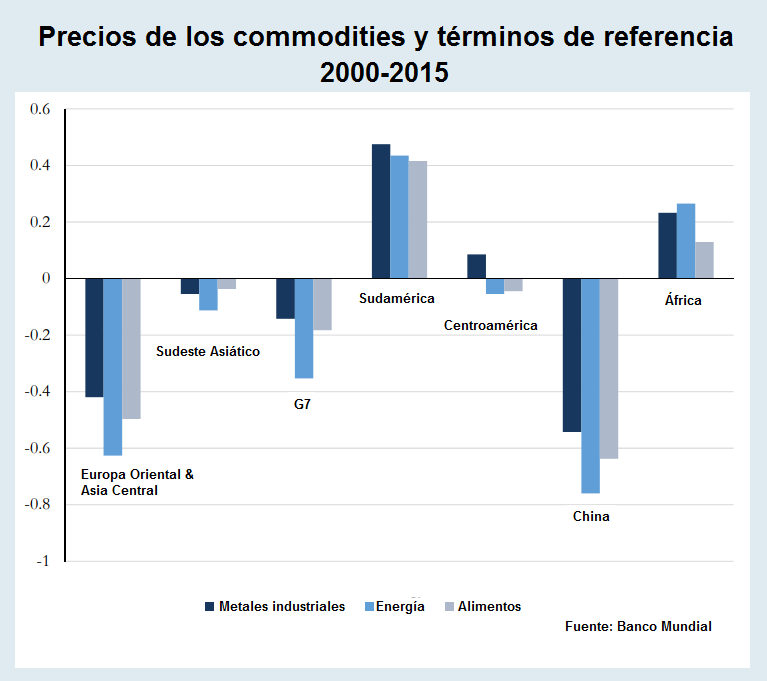
Evolución del precio de los commodities y su influencia en los términos de referencia en las diferentes regiones del mundo.

El boom de los commodities o súper ciclo de los commodities (donde por Commodities, se entiende a aquellos bienes básicos que se utilizan como insumos en la producción de otros bienes [que no pertenecen a esta categoría] y que pueden ser utilizados en el comercio o en el sector financiero, como objetos de adquisición o de intercambio, y por ello, son los más importantes en el comercio internacional) fue un período de fuerte subida del precio de gran cantidad de materias primas (alimentos, petróleo, metales, químicos, energía) que se produjo a comienzos del siglo XXI, aproximadamente entre 2000 y 2014. El boom se produjo en gran parte debido a la creciente demanda de economías emergentes, principalmente de China, así como las dudas sobre la disponibilidad de materias primas en el largo plazo. El ciclo benefició principalmente a Sudamérica y África, regiones exportadoras netas de materias primas, y perjudicó principalmente a los países más desarrollados, China, y los de Europa Central y Asia Central.

## Detalle
El "boom de los commodities" fue un ciclo inusualmente largo de aumento de los precios de las materias primas en el mercado mundial. En términos generales y siguiendo los estudios de los economistas argentino Raúl Prebisch y anglo-alemán Hans Singer (Tesis de Prebisch-Singer), la tendencia histórica ha sido a una disminución del precio de los commodities, frente al precio de las manufacturas, causando un fenómeno conocido como deterioro de los términos de intercambio. Sin embargo, entre el año 2000 y el año 2014, los precios de las materias primas mostraron una tendencia creciente, que les permitió recuperar varias décadas de deterioro relativo frente a las manufacturas.